# Superestación

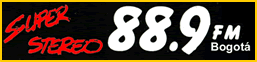
Logo de la primera etapa.

La Super Estación (antes Super Stereo 88.9) fue una emisora de radio colombiana que emitió en Bogotá desde el 19 de marzo de 1982 hasta el 2 de septiembre de 2005, y su reanudación en plataformas web desde 2010. Fue creada por Fernando Pava Camelo y tuvo una orientación juvenil, llegando a ser un referente en música moderna, especialmente en rock anglo, rock en español, pop y dance.

## Historia

### Situación previa
Para finales de los años 70 y comienzos de los 80, no había una radio juvenil orientada al rock y pop en Colombia. Había quedado atrás la época en que Radio 15 de Alfonso Lizarazo y El club del clan aglutinaban a la juventud alrededor de la música pop y rock. Las emisoras de radio se movían principalmente entre los géneros tropicales y las baladas de artistas españoles y suramericanos como Julio Iglesias, Nino Bravo, Mocedades o Palito Ortega. Para ese entonces, Radio Tequendama, 610 kHz de AM en Bogotá, era una de las pocas emisoras que mezclaba las producciones anglosajonas con las nacionales, dirigida en sus inicios Gonzalo Ayala, creador del personaje Pompin, seguido de Marino Recio, entre otros.[cita requerida]

### Creación de la emisora
Por el año 1976, Radio Fantasía apareció en el dial bogotano con programación de música anglosajona en los 1550 kHz de la banda AM, la cual no proporcionaba suficiente calidad de sonido. En 1981, esta emisora desapareció, pasando su esquema a Estéreo 1-95 en la banda FM, emisora dirigida por Álvaro Monroy. En contraste a la poca interactividad con la audiencia que había llevado dicha emisora, Fernando Pava Camelo dio comienzo a Superestación en 1982, parte de la Cadena Súper de su padre, Jaime Pava Navarro, y que en su momento era conocida como Super Stereo 88.9, la estación del poder, por la frecuencia en la que funcionaba en la banda FM. La primera canción que sonó al aire en la emisora fue "Respirando" de Bárbara y Dick.
En sus inicios, la emisora transmitía solo en Bogotá y su programación consistía en selecciones de rock anglosajón a partir de los viajes de Fernando Pava a Estados Unidos, con lo cual se proponía responder paulatinamente a la reacción de la audiencia a estos géneros. Aunque se mantendría en grupos "clásicos" como los Beatles, pronto "Chucho" Benavidez, amigo de Pava, influyó para que se experimentara con nueva música anglosajona. En ello, su programación se desarrolló como radio fórmula, en tanto su parrilla recurría a los éxitos musicales de su época, tal como hiciera Carlos Alberto Cadavid, quien dio voz a programas de este tenor como La música de nuestro tiempo, La canción de media noche y el gran especial Los 33 súper éxitos de la semana, compilación de las mejores canciones del American Top 40 y del Top of The Pops de la BBC de Londres.

### Crecimiento
En 1988 comienza la etapa de mayor expansión de la emisora gracias a las contrataciones de Oscar "Tito" López, Alejandro Villalobos, Jorge Marín, Andrés Nieto, un adolescente Tulio Zuluaga, quien triunfó en la televisión nacional con Pequeños Gigantes, y Hernando Romero Barliza "El Capi", quienes crearon programas que apelaban directamente a la juventud, como fue el caso de El zoológico de la mañana, referente para otras emisoras de la competencia. La frescura en la locución y el trato directo con los oyentes fue el sello de la emisora al punto de que sus fieles seguidores siempre se referían a Fernando Pava como "El Jefe".
Fue en esta emisora donde se realizó el primer programa radial de mezclas de la radio colombiana. 'Disco nice', se emitía sábados y domingos entre las 8:00 p. m. y la 1:00 a. m.  Estuvo al aire por varios años con las canciones más discotequeras, además de presentar una completa agenda de la rumba en la capital del país y realizar diferentes concursos entre sus oyentes. El programa fue conducido por "Chucho" Benavides 'Show' y Tulio Zuluaga, con mezclas de varios discjockeys en distintas etapas, algunos de ellos considerados pioneros en la escena electrónica, como Alexander Garzón, conocido posteriormente como Álex Ferrer. Fue a través de 'Disco nice' que 88.9 también celebró las llamadas caravanas, en las que cientos de automóviles seguían a la móvil de la emisora por varios kilómetros creando monumentales.(una de las más grandes fue realizada en 2003, en Bogotá, por la Carrera 15, donde la van de la estación y el primer automóvil se encontraban a la altura de la Calle 106 y el último vehículo solo unos metros adelante de la Avenida Chile /Calle 72).
88.9 Super Estéreo también se acercó a sus patrocinadores en forma innovadora, como Alejandro Villalobos en los 11 Súper Éxitos, y su analogía al aire de las tajadas de tomate tan grandes como un CD en las Hamburguesas del Corral. Muchos de los Disc-Jockeys que llegaron a la emisora ya habían tenido experiencia radial como es el caso de "Tito", quien había trabajado en Medellín para Veracruz Estéreo y de "El Capi" que ya había pasado por varias emisoras. Sin embargo, otros llegaban simplemente aportando frescura y cercanía con su público como es el caso de Alejandro Villalobos que era el DJ y dueño de la mini teca "The Best" y a quien Pava le vio el talento para trabajar en radio o Andrés Nieto que siendo hijo de Julio Nieto Bernal había heredado voz y entonación suficientes y ya había trabajado junto a Tito López en Veracruz Estéreo de Medellín, quien lo invitó a trabajar en Bogotá.
Por esa época (88', 89' y 1990) la emisora emitía una mezcla de música anglo y pop/rock en español en su programación con la producción a cargo de Darío Orozco, "El Pajarraco". La programación se hacía manualmente y por primera vez se imprimiría por computador en una impresora de matriz. La programación desde 2006 estaría a cargo de Andrés Bermúdez, quien estaría en este rol por más de 10 años siendo descubierto por Andrés Nieto cuando estudiaba comunicación social en la Universidad de La Sabana. A Andrés Bermúdez se le debe el posicionamiento de Céline Dion en Colombia y era conocido como la enciclopedia caminante de las listas por su increíble conocimiento del mundo de la música anglosajona. 
Desde finales de los 80's y por varios años se contrata la emisión del American Top 40 de Casey Kasem los sábados en la mañana y con traducción y repetición los domingos por Hernando Romero Barliza, "El Capi". Años más tarde, el proveedor de este show Radio Express en Los Ángeles, introduciría a Rick Dees con su Weekly Top 40, el cual por su complejidad fue imposible de traducir y emitir por "El Capi" Barliza.
Otros aciertos de 88.9 Súper Estéreo a finales de los 80's y principios de los 90's fue tener el primer show dedicado de videos en televisión llamado "Super Videos" presentado por Coestrellas y producido por Prego bajo la dirección de "Pocho" Sarmiento y la dirección de cámaras de César Cardoso.
A comienzos de 2003 apareció uno de los iconos de la radio rock que serviría de base para la aparición de emisoras de rock y otros programas radiales que a la fecha se han inspirado en Rock Express hoy conocido como El expreso del Rock de 88.9, el programa inicio los domingos en la noche con 2 horas de duración y amplio su cobertura a 5 horas continuas, el programa fue creado y dirigido por John Jairo Ricaurte y Andrés Duran, el programa siempre permaneció en los primeros lugares de sintonía y fue el sitio de aparición de muchos locutores de rock, la radio juvenil siempre le deberá un sitio especial a sus fundadores. Tiempo después en el 2000 después de su final apareció en el mismo horario otro de los éxitos radiales de 88.9 llamado Rock Line, que llegó a su fin el día en que la Súper Estación 88.9 cerró sus emisiones radiales en el 2019, dirigido y presentado por John Jairo Ricaurte, el programa se convirtió en otro éxito radial de 88.9 por sus contenidos detalladamente investigados y se dirigió a un público adulto que lo llevó al primer lugar de sintonía desde su aparición.
La primera "Página Del Rock", publicada en el periódico El Tiempo los viernes, compuesta de noticias musicales y la letra de la canción de la semana, siendo el primer acierto en forma impresa. El segundo sería el álbum de stickers con el patrocinio de Coca-Cola, en el cual personajes y Disc-Jockeys de la estación aparecían en caricaturas.

### Competencia
Las grandes cadenas nacionales como Caracol Radio y RCN Radio descubrieron las posibilidades de este segmento de mercado gracias al éxito de la Super estación y  en  1990 aparecen nuevos proyectos dentro de la misma franja de público como Radioaktiva La Mega, y posteriormente Oxígeno, que es hoy en día Los 40. En la mayoría de los casos, estas cadenas nacionales se llevaron presentadores y locutores que habían empezado su carrera en la Super estación. Esta competencia profesionalizó la carrera de Disc-Jockey e incrementó sus salarios exponencialmente. En 1989, Andrés Nieto había sido llamado por Caracol para iniciar el proyecto de Radioactiva, pero al ver que el proyecto no comenzaba y el estar sentado en una oficina todo el día, decidió llamar a Fernando Pava para volver a 88.9 Súper Stéreo. A su regreso, Fernando Pava asignó a Andrés Nieto el no muy deseable pero de muy alta sintonía, turno de la tarde-noche. Más tarde, Tito López, primer director de El Zoológico de la Mañana, fue contratado por Radioactiva como director por varios años. La competencia también llevó a la creación de personajes como "Papuchis" por Juan Manuel Correal, primo de Alejandro Villalobos.
El poder de convocatoria de 88.9 Super Estéreo a finales de los 80 y principios de los 90 era tal que oyentes seguían apasionadamente a la emisora con cierto nivel de fanatismo. Ejemplo de ello ocurrió cuando en 1990 el centro comercial Bulevar Niza organizó el Boulevard de las comunicaciones, espacio donde las emisoras y canales de televisión podían emitir en directo desde dentro de sus instalaciones. Una noche, oyentes de la 88.9 atacaron a palo y piedra el stand de Radioaktiva, demostrando su disgusto por la nueva competencia, nadie salió herido, pero el stand de Radioactiva fue parcialmente destruido. En otra oportunidad Chucho Benavidez mencionó que estaría en un asado en el Parque de Las Flores, aunque medio en chiste, unas horas después cientos de personas se acercaron al parque para disfrutar de una tarde llena de comida y diversión improvisada.
La emisora continuó creciendo gracias a que siempre estaba presente en eventos musicales, conciertos masivos y hasta en la ciclovía, posicionándose como la emisora de referencia en la radio juvenil. A principio de los 90's el patrocinio y manejo de conciertos se convirtió en un arma contra la que Radioactiva no podía luchar. Fue así como el cantante de rock argentino Miguel Mateos estableció una conexión sin precedentes con 88.9 La Super estación. En medio de conciertos, Miguel Mateos agradecía a Fernando Pava y 88.9 por su apoyo y dejaba colgar pancartas con el logo de 88.9 en el escenario. Cuando Caracol, dueños de Radioactiva, se dieron cuenta de que la situación estaba fuera de su control, y aunque millones habían sido gastados en quitarle el trono a 88.9, varias directivas en Caracol dijeron "mejor apague y vámonos", lo cual finalmente no sucedió.[cita requerida]
En 1993, 88.9 La Súper Estación planeó mejorar la señal, la cual sufría en varias partes de la ciudad. Para ello construyó la estrategia publicitaria "ON". Esta estrategia se basó en pagar por publicidad en las emisoras de competencia de Caracol, incluida Radioactiva, para promocionar una expectativa de un nuevo producto llamado "ON". La propaganda radial no mencionaba ningún producto en particular y la orden de compra de publicidad no venía de Bogotá, pero dejaba la intriga en el oyente. "Muy pronto, para estar IN deberás estar ON" con la voz de "El Capi" Romero Barliza. Cuando la estrategia ON de la Súper Estación fue revelada un domingo en la sección El Teléfono Rosa del periódico nacional El Tiempo, fue muy tarde y Caracol radio no pudo sacar a tiempo de su programación el comercial de ON. Caracol y Radiactiva se vieron en la difícil tarea de esperar hasta el lunes en la mañana para finalmente controlar su sistema computarizado de comerciales. Poco después la estrategia publicitaria ON, recibió un premio publicitario.
En 1994, La cadena RCN introdujo la emisora La Mega en los 90.9 FM. Alejandro Nieto, hermano de Andrés Nieto, fue seleccionado como director y emprendedor de este proyecto junto a Jorge Marín e Iván Darío Zapata, "El Curro" a cargo de la programación musical. La Mega fue llamada inicialmente crossover por su mezcla de salsa, merengue y Rock y Pop se enlazaba vía satélite con otras ciudades. Años más tarde Alejandro Villalobos sería llamado como director.
88.9 La Super estación se expandió a otras ciudades y cambió de sede en 1990, donde actualmente aún está en El Parque de las Flores hoy conocido como el Parque El Virrey. A mediados de los 90's la emisora buscó una identidad propia alejándose completamente del Billboard Hot 100. De tal manera que desde 1994 ya manejaba sus propias listas con particular atención al gusto del púbico, alejándose así de la tendencia norteamericana del grunge y el hip-hop, y dando cabida a grupos nacionales. Entretanto, Radioactiva cambió su programación al rock y La Mega se posicionó con la tendencia pop.

### Final
En 2004 comienza una fuerte tendencia de perdida de audiencia generada por la entrada de bastantes emisoras competidoras, la influencia de la radio por Internet, el agotamiento del formato de la emisora y el cambio de interés del público hacia opciones más sobrias como W Radio de Caracol o La FM de RCN. Como consecuencia, desde el 1 de septiembre de 2005 y durante cinco años, la frecuencia de las emisoras de la Super estación se traspasó en arriendo a RCN Radio. El 31 de agosto de 2005 a las 22.00 se cerraron las emisiones de manera bastante emotiva y con la participación de muchos de los protagonistas de su historia. Para la ocasión se emitió un listado de las 20 canciones más representativas del listado de los 20 super éxitos que es el que se muestra a continuación: 
| Posición | Canción                          | Artista                |
| -------- | -------------------------------- | ---------------------- |
| 1        | Don't cry                        | Guns N' Roses          |
| 2        | November rain                    | Guns N' Roses          |
| 3        | One                              | Metallica              |
| 4        | El baile de los que sobran       | Los Prisioneros        |
| 5        | Persiana americana               | Soda Stereo            |
| 6        | Making love out of all           | Air Supply             |
| 7        | Every breath you take            | The Police             |
| 8        | Unchained melody                 | The Righteous Brothers |
| 9        | My heart will go on              | Céline Dion            |
| 10       | Mil horas                        | Los Abuelos de la Nada |
| 11       | Eternal flame                    | The Bangles            |
| 12       | La tierra                        | Ekhymosis              |
| 13       | Red red wine                     | UB40                   |
| 14       | To be with you                   | Mr. Big                |
| 15       | Bolero falaz                     | Aterciopelados         |
| 16       | I will always love you           | Whitney Houston        |
| 17       | Livin' on a player               | Bon Jovi               |
| 18       | Suerte                           | Shakira                |
| 19       | Everything I do, I do it for you | Bryan Adams            |
| 20       | More than words                  | Extreme                |

## Actualidad
Actualmente la emisora transmite a través de Internet. De esta manera llega a un público diferente al que tradicionalmente tenía, llegándose a registrar oyentes de todo el mundo. Tuvo en su programación algunos espacios de la emisora en sus tiempos de FM como Ruido Blanco, y ha creado otros nuevos como "El Brunch". es un portal con múltiples opciones de géneros para todos los gustos. Programas como "Radio Etíope" y "Electro Groove", se convirtieron en emisoras 24 horas en sus géneros, creando nuevas tendencias y comunidades permanentes. Además se crearon otras nuevas emisoras como: Super estación Básica, Super estación Latina, Super estación Español, Super estación Salsa, Super estación Vallenata, , Super estación Romántica, Super estación Metal, Super estación Los 80's.9, Super estación Blues and jazz, Kinky Love, Radio Moustache y las ya mencionadas Super estación Radio Etíope y Super estación Electro Groove. 
La programación estuvo a cargo de Jorge "el mono" Gutiérrez y La Ingeniería web de Juan Camilo Varón y William Herrera. 
www.superestación.fm es el primer portal de radio "online" de Colombia y está entre los primeros lugares de Latinoamérica y ha contado con la participación de locutores, presentadores y productores como: Juan Pablo Cuevas, Gustavo Mendieta, Natalia Huertas, Javier Fonseca, Marcelo Cesan, Carlos Cadavid, Javier Fonseca, Nelson Gómez, Andrés González, Wally Venegas, Mario Arteta, Robert Téllez, Diego Carvajal, Phillip Cárdenas, Mónica Hernández, Alexandra López, Natalia Caicedo, Julio Correal, Camilo Tello, José Pablo Barcenas, Nury Riveros, entre otros.
El Señor Fernando Pava Camelo a través de su cuenta en Facebook ha publicado el 13 de octubre de 2016 un mensaje en la red social que dice lo siguiente:  "¿Vuelve el Zoológico de la Mañana? La Super estación ruge de nuevo... El Capi y El Jefe lo revelan..." (ver enlace en la página de Facebook de Fernando Pava Camelo)
En el enlace hay una entrevista entre el Señor Pava Camelo y el grande de los medios, el Sr. Hernando "El Capi" Romero sobre un corto video en el que recuerdan épocas especiales de la Super Estación 88.9 FM en sus inicios y los grandes éxitos que cosechó durante sus años al aire en la mencionada frecuencia. Habrá que esperar para descubrir si todo esto se trata de una campaña de expectativa para el triunfal regreso de esta emisora tan recordada e icono de la radio juvenil de Colombia y de darse esto las estaciones que son propiedad de la Flia. Pava Camelo que están arrendadas a RCN RADIO volverían a ser para LA SUPER ESTACIÓN en FM. Esto implicaría una finalización anticipada del contrato de traspaso que se firmó en su momento y que traería como consecuencia una millonaria multa para los Pava Camelo. 
Mientras tanto, la superestacion.fm transmite su programación en línea, además de poder ser escuchada en diferentes plataformas digitales como Radio Garden y TuneIn, así como en redes sociales. En abril de 2020 regresó el 'Zoológico de la Mañana' con emisiones especiales tras la pandemia global por covid-19 y de esa misma forma, la emisora volvió a emitir el famoso programa de los 90s que se transmitía en Radioactiva 'A que no me duermo', conducido por su anfitriona original, Deysa Rayo, junto a sus compañeros de radio en la época, Alejandro Gómez, Enrique Souza y Mario Amaya, quienes han mantenido el programa hasta la fecha.

## La Zoomotora
El 24 de enero de 2017, por idea de Alejandro Villalobos (DJ de La FM y Director de La Mega), se hizo un programa especial llamado "La ZooMotora", recordando a aquellos programas como "El Zoológico De La Mañana" (Super Estación) y "La Locomotora" (Radio acktiva Satélite). Fue un programa único de 3 horas recordando momentos especiales y personajes de esa época; además de Villalobos, estuvieron grandes iconos de estos programas como Juan Manuel Correal "Papuchis", Gabriel De Las Casas, Andrés Nieto, Hernando Romero Barliza "El Capi", Guillermo Díaz Salamanca y Oscar "Tito" López, este último encabezó este programa especial y que además fue su despedida en Colombia, ya que se dirige a Costa Rica; tuvieron de invitados especiales a Deysa Rayo, Memo Orozco y a Carlos Vives, entre otros personajes como Don Fulgencio, Carlotta y recordando secciones como "Musas A Mi", La Clase de inglés con Papuchis, entre otros.

## Eventos

### Concierto de Conciertos
En el Estadio Nemesio Camacho El Campín se celebró el Concierto de Conciertos también conocido como "Bogotá en Armonía" entre el 16 y 17 de septiembre de 1988. Con la colaboración de la Alcaldía Mayor de Bogotá, 70.000 asistentes disfrutaron de la presentación de artistas como Franco de Vita, José Feliciano, Pasaporte, Compañía Ilimitada, Timbiriche, Los Toreros Muertos, Los Prisioneros, Yordano y Miguel Mateos. Hay que remontarse a 17 años atrás para encontrar un evento similar en Colombia, que sería el Festival de Ancón que se celebró del 18 al 20 de julio de 1971 al sur de Medellín, en el municipio de La Estrella y que emulaba el mítico Woodstock o cuando en 1973 en el Coliseo El Campín se presentó James Brown.
El Concierto de Conciertos fue un éxito en el sentido que propulsó a artistas desconocidos en el país y aceleró la entrada del rock en español que hasta ese momento no había tenido una acogida importante, a pesar de que en el Cono Sur y México ya era una corriente establecida. Fernando Pava junto a Felipe Santos fueron los impulsores del evento y la emisora fue parte activa de la promoción (por parte de Coca Cola) y difusión del mismo. Los Prisioneros de Chile tocaron la legendaria canción "El Baile de los que Sobran". En las palabras de Andrés Nieto: "Yo sentí que el estadio se iba a caer". Igualmente, varios de estos artistas de rock en español fueron incluidos en recopilatorios de discos en la Pizza Nostra.

### Guns N' Roses
En 1991 lo que fuera una sugerencia por parte de los Directores del Expreso del Rock John Jairo Ricaurte y Andrés Durán al Director de 88.9 Fernando Pava, de traer a la banda para un concierto al país quienes estaban en su punto más alto de popularidad se cristalizaría en noviembre de 1992, la emisora trajo a Bogotá al grupo Guns N' Roses que estaba de gira por Latinoamérica. La banda venía de Venezuela donde la sorprendió el golpe de Estado del 92 y los obligó a dejar allí un avión con la mitad de sus equipos, de modo que las dos fechas en las que el grupo se presentaría (sábado y domingo) se reunieron en una sola presentación el día domingo.
El concierto generó bastante controversia en los medios de comunicación pues a las afueras del estadio Nemesio Camacho, en el barrio Galerías, una gran cantidad de gente que no pudo entrar al concierto se enfureció generando el caos rompiendo vidrios de automóviles y vitrinas de comercios cercanos. Es de destacar que el techo del escenario se había caído la noche anterior debido a las torrenciales lluvias y fue reparado con el material que había a mano. El domingo cuando el grupo tocaba November Rain en medio de esta canción la lluvia comenzó a caer sobre Bogotá. Meses más tarde este increíble episodio de la música en vivo en Colombia fue recordado por los miembros de Guns N' Roses cuando fueron entrevistados por la revista Hit Parade.
Guns N' Roses tuvieron que retirarse del escenario habiendo tocado muy pocas canciones y después de una pausa de 15 minutos volvieron para continuar el espectáculo y cerrar su presentación.

### Bon Jovi
La emisora realizó otro evento, un concierto del grupo de rock Bon Jovi en noviembre de 1995 ahora presentándose no como Super Stereo sino como Super estación. Un día antes del concierto fue asesinado Álvaro Gómez Hurtado, sin embargo luego de muchas negociaciones el concierto se realizó y fue todo un éxito.

### Def Leppard
La emisora logra llevar a Def Leppard a Bogotá el 12 de abril de 1997 dentro de la gira Slang Tour, más de 20.000 personas disfrutaron del espectáculo en la inauguración de la plaza de eventos del parque Simón Bolívar. Incluso hubo un partido de fútbol entre la banda y los integrantes de la emisora, en el campo de futbol de la escuela militar de cadetes.

### Alan Parsons Project
En febrero de 2005 la Super estación presenta a Alan Parsons Project en Bogotá en El Palacio de los Deportes.

### Otros
En su época de mayor esplendor a nivel de audiencia, la emisora fue partícipe de eventos como los conciertos de América, Air Supply y Erasure entre otros.

## Programas destacados

### Zoológico de la mañana
El "Zoológico de la Mañana" fue el programa bandera de la estación. Se emitía desde las 6 de la mañana y durante un tiempo hasta las 9 de la mañana y en otras hasta las 10. Se emitió durante 19 años, de los cuales la mayoría el programa estuvo dirigido por Hernando Romero ("El Capi"). El programa consistía de entrevistas, radionovelas, noticias, concursos y mucho entretenimiento. Este programa nace de una idea que traía Oscar "Tito" López de una estadía en Estados Unidos en donde había estado presente en un programa radial de la mañana llamado Morning Zoo creación de Scott Shannon en la emisora Z100 de Nueva York.
El trabajo de Tito consistió principalmente en identificar los colaboradores necesarios para llevar a cabo un programa desenfadado y gracioso contando con atraer la audiencia juvenil que no está interesada en oír cadenas de noticias tradicionales.
El Zoológico de La Mañana fue inicialmente llamado 6FM, y comenzó en diciembre de 1988. Tito López se encontraba a cargo de la dirección. En los micrófonos estaban Jorge Marín, creador de los personajes Carlota Larota y Fulgencio Cabezas Manotas, Hernán Acero y Sandra Ramírez entre otros.
En diciembre de 1988 los personajes Fulgencio Cabezas y Carlota Larota fueron creados por Jorge Marín junto a Tito López en 1988. Carlota nació una noche en la cual Jorge Marín llamó a Tito por teléfono e impresionó a una mujer con voz sexi y fue tan convincente que usando un equipo electrónico llamado pitch para acelerar la voz de Marín, Tito López lanzó a Carlota al estrellato. Poco después y bajando la frecuencia en la voz de Marín usando el pitch, nació Don Fulgencio, quien al principio era un visitante del gobierno.
La primera emisión de Fulgencio fue tan graciosa al aire para Tito y Jorge Marín, que los dos no pudieron contener su risa al aire. Tito en los controles no podía alcanzar con su mano a presionar el botón de Play para tocar la siguiente canción, debido a la risa.
En 1989 el personaje de Fulgencio se lanzó como candidato alternativo a la alcaldía de Bogotá. Con la salida de Jorge Marín de la emisora, el encargado de representar vocalmente a Carlota y a Fulgencio fue Alejandro Villalobos.
Por este programa pasaron muchas figuras como Juan Manuel Correal ("Papuchis"), Memo Orozco, Deysa Rayo, Carolina Lezaca, Andrés DJ, Eduardo Perdomo, Jeringa, Don Jediondo, Andrés Marocco, Jorge Marín, Alejandro Villalobos, Tulio Zuluaga, John "tato" Cepeda, Diego Chacón, Diego Trejos (Diego FM) y el DJ Cristián Chaparro, Chileno además de muchos otros locutores que hoy en día son reconocidos en otras estaciones.

### 20 y 11 Súper Éxitos
Los 20 Super Éxitos, programa emitido los sábados del mediodía a 2 de la tarde y por un tiempo era patrocinado por zapatos Adax, fue el conteo semanal de las canciones más solicitadas en la emisora. Primero se llamaba "Los 33 Super Éxitos", dándole cabida así a muchas canciones que la gente solicitaba a través de los contactos directos. Los 11 Super Éxitos fue un programa creado en los 80´s y emitido en horario nocturno, donde al igual que los 20 Súper Éxitos se hacía, en vez de Top 20, un Top 11 de las canciones más pedidas.
Por unos años a finales de los 80's, antes de la emisión de los 20 Súper Éxitos los sábados, Alejandro Villalobos presentaba Los Super Éxitos del Futuro.

### Las 88 de 88
Era el conteo en el que se listaban las 88 canciones más importantes del año. El listado se transmitía en los últimos días de diciembre y era basado en los 20 Súper Éxitos. Estos son algunas canciones que ocuparon el primer lugar:
| Año  | Canción                    | Artista               |
| ---- | -------------------------- | --------------------- |
| 1988 | El baile de los que sobran | Los Prisioneros       |
| 1989 | Eternal flame              | The Bangles           |
| 1990 | I'll be loving you forever | New Kids on the Block |
| 1992 | Don't Cry                  | Guns N' Roses         |
| 1994 | The Sign                   | Ace of Base           |
| 1995 | Bolero falaz               | Aterciopelados        |
| 2001 | Suerte                     | Shakira               |
| 2003 | Like A Stone               | Audioslave            |
| 2004 | Eres                       | Café Tacvba           |

En este conteo de las 88 de 88, muchas veces se incluían canciones que únicamente sonaban en 88.9, como varias canciones de Fulgencio y Carlota, así como también la canción "Me Gusta Tu Mamá" del grupo de Rock Comedia Zangre Q-Agulada, banda que era hecha por los DJ's de 88.9 Memo Orozco y Jorge Marín.
También en 1993 se transmitió un conteo de las 88 canciones en español más importantes desde la fundación en 1982 hasta 1993. En este listado la canción número 1 fue Mi persiana americana de Soda Stereo y la 2 fue El baile de los que sobran de Los Prisioneros. 

### El Metro
(Llamado "El Baño" hasta el 2001)
El Metro desde 1995 era un programa de la tarde que fue iniciado por Deysa Rayo y Gabriel De Las Casas traídos de Caracol para el relanzamiento de 88.9 en ese año. El programa tenía como objetivo la gente que volvía a casa en la hora del trancón. Había concursos y participación de los oyentes pero dirigido a un público más adulto. Otros participantes fueron Joe Quesada, Diego Chacón y Samuel Giraldo en los últimos tiempos. Se especializó en organizar presentaciones en directo con artistas colombianos como Superlitio, Alerta y Juanes entre otros. La ingeniería musical estaba a cargo de Juan Carlos Jaramillo.

### Disco Nice
Fue el primer programa radial de mezclas en la radio colombiana. Además de sonar las canciones más discotequeras mostraba una completa agenda de la rumba en la capital del país y realizaba diferentes concursos entre sus oyentes. 'Disco Nice' contaba con la presentación de Chucho Benavides 'Show' y Tulio Zuluaga, con mezclas de varios discjockeys en distintas etapas, algunos de ellos considerados pioneros en la escena electrónica, como Alexander Garzón, quien posteriormente se conoció como Álex Ferrer. Su horario iba entre las 8 P. m. de viernes y sábado, hasta la 1:00 a. m. del día siguiente. Era patrocinado por la miniteca NICE y usaba como cortina la canción 'Brick' de la agrupación Fake. Estuvo al aire entre 1987 y 1991.

### Hoy es viernes
Dirigido y presentado por Hernán Orjuela. El programa ponía música rumbera y se emitió antes de 'Disco Nice', entre 1983 y 1986.

### The Mix Sessions
En el año 1997 la emisora inició un bloque nocturno para la música electrónica, pionero en la radio colombiana. Inicialmente se llamaba "Sigámosla con 88" y en 1998 Erick Ruhl lo rebautiza como “Mastermix” tal como un espacio de videos electrónicos de MTV. En el 2002 ingresa Vicky Rodríguez que conducía "Circo Eléctrico" en el canal local Citytv y cambio su nombre a "The Mix". Tras la salida de Vicky el programa cambió a "The Mix Sessions".

### Navegantes
Este programa era presentado por Deysa Rayo y Uribe DJ, con la producción de Diego Chacón y Samuel Giraldo. De 8 P. m. a la media noche de lunes a jueves. Fue la primera ventana de la emisora hacia la interacción con oyentes vía internet. Entre sus secciones importantes se destaca "la Serenata De Medianoche" donde, entre otros, se presentó por primera vez ante un micrófono el ahora famoso cantante Fonseca.

### El Clóset
Dirigido por Carolina Lesaca. Era un espacio para la comunidad LGBT, los oyentes del Clóset podían hacer comentarios sobre el tema de la semana, dejar números de contacto para conocer amigos y/o pareja, además de tocar temas de interés para la comunidad. 
El programa era transmitido todos los jueves y durante los últimos años de la superestación fue el único espacio en la radio cuya bandera fue la tolerancia.

### Ruido Blanco
Ruido Blanco fue uno de los últimos programas producidos por la estación antes de su fin; dedicado al Metal y conducido por Eduardo Perdomo quien falleció semanas después de que la estación salió del aire.

### Rockline
Rockline era un espacio dominical a las 8pm conducido por el locutor John Jairo Ricaurte y asistido por los ingenieros Samuel Giraldo y Francisco Rocha, basado en las nuevas producciones de las bandas clásicas de los 80s y 90s, el programa fue concebido para reemplazar al Expreso del Rock, que había salido del aire tiempo atrás, el éxito a partir del año 2000 de Rock Line fue inmediato y se convirtió rápidamente en el espacio preferido por melómanos, conductores de auto en la noche, restaurantes de alto perfil y le permitió a 88.9 aumentar su rating de sintonía de manera notoria por 5 años más hasta el 2005, el programa se transmitió a nivel nacional por la cadena súper y por canales de audio de televisión por cable y en internet, el lema de su locutor: Que la música este con vosotros... y con tu espíritu, marcaba el final de cada emisión radial.

### Recordando
Espacio de las tardes del domingo en donde Fernando Pava hacía sonar éxitos del pasado. Actualmente Recordando se puede escuchar a través de la emisora La FM de Bogotá en los 94.9 MHz todos los domingos de 7 a 9 p. m.

### El Expreso Del Rock
El programa apareció como una sugerencia de hacer un programa de Rock de Andrés Nieto Molina a John Jairo Ricaurte quien era asistente de consolas en 1985 en 88.9 fm de Carlos Cadavid y Adalberto Cruz, inicialmente John desarrolló un demotape para ser presentado en 1.988 a Fernando Pava, en el proceso de creación conoce a Andrés Durán en una disco tienda de Bogotá llamada la Rockola, después de varias reuniones John le invita a participar en la grabación del piloto, grabación que fue entregada a Alejandro Villalobos y que nunca llegó a oídos de Fernando Pava, hasta que fue rescatada por Andrés Nieto y logró su aprobación para salir al aire. El nombre de Rock Express fue una sugerencia de John para el programa el cual vio impreso en una calcomanía adherida a un stand de discos de Durán. El programa debutó un domingo 14 de enero de 1990 con sus dos presentadores tradicionales, inicio con 2 horas de duración que luego se extendió a 5 horas continuas, el primer patrocinador comercial del programa, una tienda de accesorios de música decide registrar sin consentimiento de la emisora el nombre del programa, por lo cual el programa a mediados de 1990 cambia de nombre a El Expreso del Rock. El programa se hizo muy importante en la escena roquera colombiana puesto que era el único en la radio en que se presentaba música de todos los géneros del rock, incluyendo los más pesados que no tenían cabida en la programación habitual de la emisora. Además, se dio un espacio importante para las bandas locales, puesto que había una sección para presentar su música e invitar a sus conciertos y presentaciones en bares. De este modo, El Expreso del Rock se convirtió en un punto de encuentro para la escena local. El programa llegó a su fin en 2001 y lanzó gran parte de la discografía y artistas de Rock que hoy hacen parte de la programación radial de muchas emisoras del país.

### Metal en Estéreo
We shall go on to the end. We shall fight in France. We shall fight on the seas and oceans. We shall fight with brave confidence and Great strength in the air. We shall defend our island whatever the Cost may be. We shall fight on the beaches. We shall fight on the landing grounds. We shall fight in the fields and in the streets. We shall fight in the hills. We shall never surrender.
Winston Churchill

Precediendo a la canción Aces High de Iron Maiden, el fragmento previo hacía de apertura al programa Metal en estéreo, conducido por "Lucho" Barrera. Dando inicio los domingos a la media noche, este programa proveía en su selección musical a los principales exponentes nacionales e internacionales de distintos subgéneros del metal, tales como el heavy, trash, speed, metalcore, death, black, glam y progressive. Se alternaba lo anterior con secciones que detallaran en los orígenes, conciertos, historias, instrumentos y novedades del género. El programa Metal en estéreo finalizó a principios de los 90 debido a problemas ocasionados por algunos oyentes de la emisora a afueras de su sede de 88.9.

## Figuras importantes
- Fernando Pava Camelo
- Hernado Romero Barliza
- Tito López
- Andrés Nieto Molina
- Alejandro Nieto Molina
- Julio César Escovar
- Alejandro Villalobos
- Deysa Rayo
- John Jairo Ricaurte
- Hernán Orjuela
- Gabriel de las Casas
- Tulio Zuluaga
- Jorge Marín
- Camilo Pombo
- Juan Manuel Correal (Papuchis)
- Guillermo 'Memo' Orozco
- Jesús Benavides
- Don Jediondo
- Jeringa
- Carolina Lesaca
- Ricardo H. Mariño
- Tito Celis
- Andrés Duran
- Álex Ferrer
- Andrés Marocco
- Diego Trejos (Diego F.M)
- Eduardo Perdomo
- Iván Marín
- Juan Carlos Villegas